# Antigua y Barbuda en los Juegos Olímpicos de Montreal 1976
Antigua y Barbuda estuvo representada en los Juegos Olímpicos de Montreal 1976 por un total de 10 deportistas masculinos que compitieron en 2 deportes.
El equipo olímpico antiguano no obtuvo ninguna medalla en estos Juegos.